# 星野已喜雄
星野 已喜雄（ほしの みきお、1950年〈昭和25年〉7月14日 - ）は、日本の政治家。元群馬県沼田市長（3期）、群馬県議会議員、沼田市議会議員。旭日中綬章受章。

## 来歴
群馬県利根郡利根村（現・沼田市）出身。1969年、群馬県立利根農林高等学校（現・群馬県立利根実業高等学校）土木科卒。1974年、国士舘大学政経学部卒。1976年、同大学院政治学研究科修了。学習塾を経営する傍ら、1979年、沼田市議会議員に初当選し、2期務める。1987年から群馬県議会議員に当選。4期務める。2002年に沼田市長選挙に立候補して当選する。2006年の選挙でも再選。2010年は無投票当選。2014年の選挙で元沼田商工会議所会頭の横山公一に敗れた。この間、自由民主党沼田市第一支部長を務めた。2015年の群馬県議会議員選挙に無所属で立候補したが落選した。
妻の星野妙子も沼田市議会議員。2022年には妻が市長選に出馬したが、615票差の僅差で星野稔に敗れている。

## 栄典
- 2020年11月 秋の叙勲で地方自治功労により旭日中綬章を受章した[8]。